# U-Bahn-Station Volkstheater
Die Station Volkstheater ist eine dreigeschoßige, unterirdische Kreuzungsstation der U-Bahn-Linien U2 und U3 im 1. und im 7.  Wiener Gemeindebezirk, Innere Stadt und Neubau. Die Station wurde nach dem benachbarten Volkstheater benannt. Verbunden ist sie mit der Bellariapassage unter der Ringstraße.
Die Anlagen der U3 erstrecken sich unter der Bellariastraße vom Dr.-Karl-Renner-Ring bzw. Burgring bis zur Museumstraße bzw. zum Museumsplatz an der so genannten Zweierlinie (Grenze zwischen 1. und 7. Bezirk). Die Bahnsteige der U2 befinden sich direkt unter dem Museumsplatz bzw. der Museumstraße. Die U3, die über einen Mittelbahnsteig verfügt, befindet sich im rechten Winkel zur U2 in einer großzügig wirkenden, mit einem Glasfries von Anton Lehmden künstlerisch ausgestalteten, hallenartigen Station.
Die Bahnsteige der U2 sind mit jenen der U3 über Rolltreppen, feste Stiegen sowie eine Aufzugsanlage verbunden. Eine kleine Geschäftspassage, die Bellariapassage, unterquert den Ring. Hier besteht die Möglichkeit, in die stadtauswärts führenden Linien 46, 49 und 48A sowie in die Ringstraßenbahnlinien D, 1, 2 und 71 umzusteigen.

## Geschichte
Nach der Opernpassage, die 1955 eröffnet wurde, baute die Stadtverwaltung in den 1960er Jahren, der damaligen Verkehrspolitik entsprechend, weitere Fußgängerunterführungen. Am 14. Juli 1961 wurde die Bellariapassage eröffnet.
In den 1960er Jahren fand auch die Verlegung der so genannten Zweierlinien, der Straßenbahnlinien mit der Indexziffer 2, die auf der Lastenstraße verkehrten, unter die Straßenoberfläche statt. Eine  Station der „Ustraba“ genannten Unterpflaster-Straßenbahn wurde am 8. Oktober 1966 beim Volkstheater unter dem Namen Burggasse eröffnet. Die Station wurde damals als Vorleistung für eine künftige U-Bahn angesehen, aber für das kleinere Profil der Straßenbahnfahrzeuge errichtet. Von der Bellariapassage war sie räumlich durch zwei Häuserblocks getrennt.
In den 1970er Jahren erfolgte der Umbau für die U-Bahn. Ende Juni 1980 wurde der Straßenbahnverkehr im Tunnel beendet; am 30. August 1980 wurde die U-Bahn-Linie U2 mit der Station mit dem heutigen Namen Volkstheater eröffnet. Damit wurde das Konzept der eindeutigen Stationsnamen weitergeführt, denn auf dem Gürtel gab es die damals noch zur Stadtbahn gehörende Station Burggasse-Stadthalle.
Zwischen Bellariapassage und U2-Station Volkstheater wurde eine Ebene tiefer die U3-Station gebaut, deren Mittelbahnsteig die beiden älteren Bauten verbindet. Am 6. April 1991 wurde das erste Teilstück der U3, Erdberg–Volkstheater, eröffnet.
2001 wurde das der Station Volkstheater benachbarte MuseumsQuartier eröffnet. Die Station ist seither der wichtigste „Zubringer“ zum MQ im öffentlichen Verkehrsnetz. Einer ihrer Ausgänge befindet sich direkt im MQ.
Die U2-Bahnsteige waren aufgrund des geringen Stationsabstandes der U2 nur auf Kurzzüge ausgerichtet. Im Zusammenhang mit der geplanten Verlängerung der U2 wurden die Bahnsteige zu Beginn der 2000er Jahre verlängert; die nördlich dicht benachbarte U-Bahn-Station Lerchenfelder Straße wurde in diesem Zusammenhang am 27. September 2003 aufgelassen.

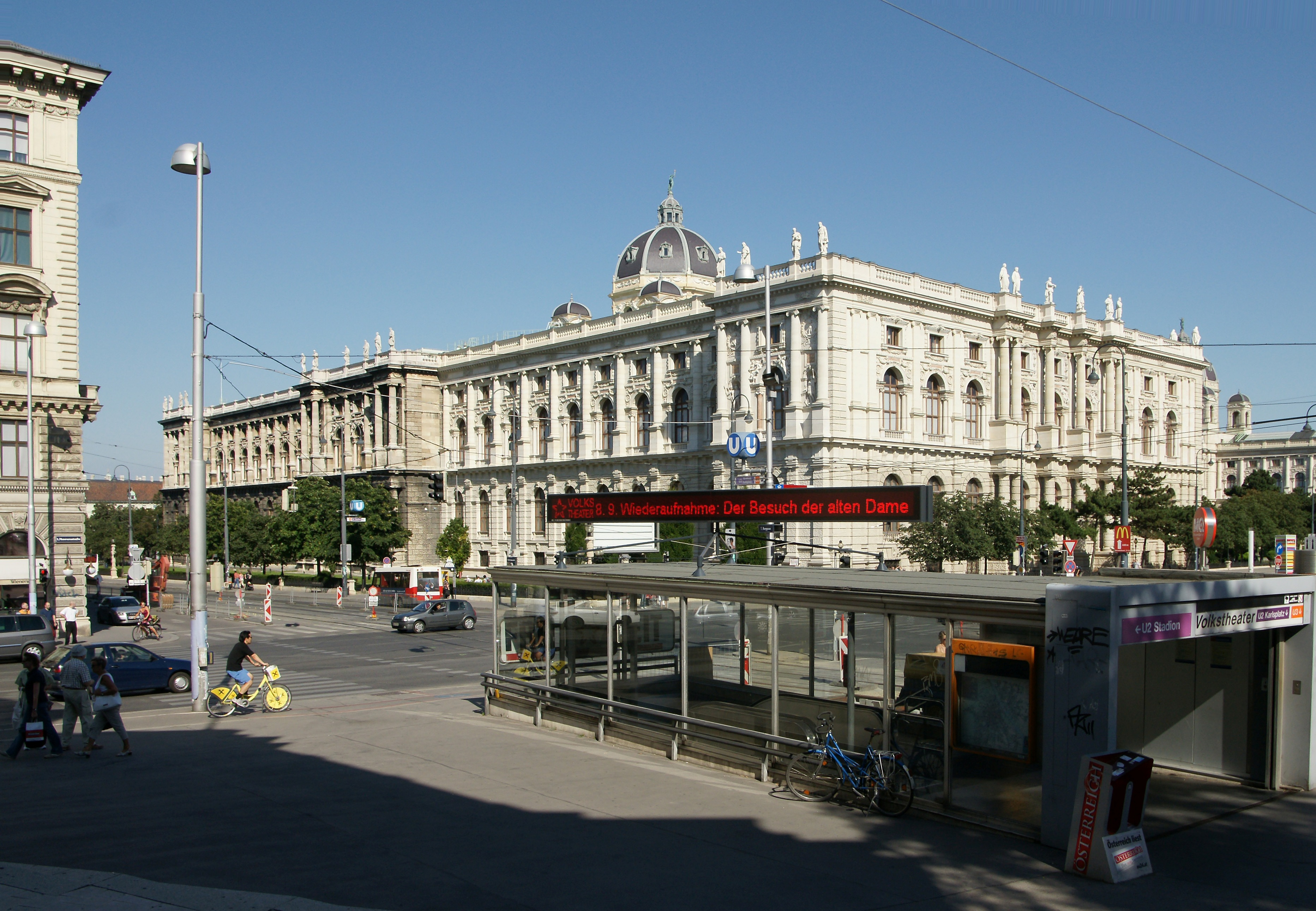
Aufnahmsgebäude der Station
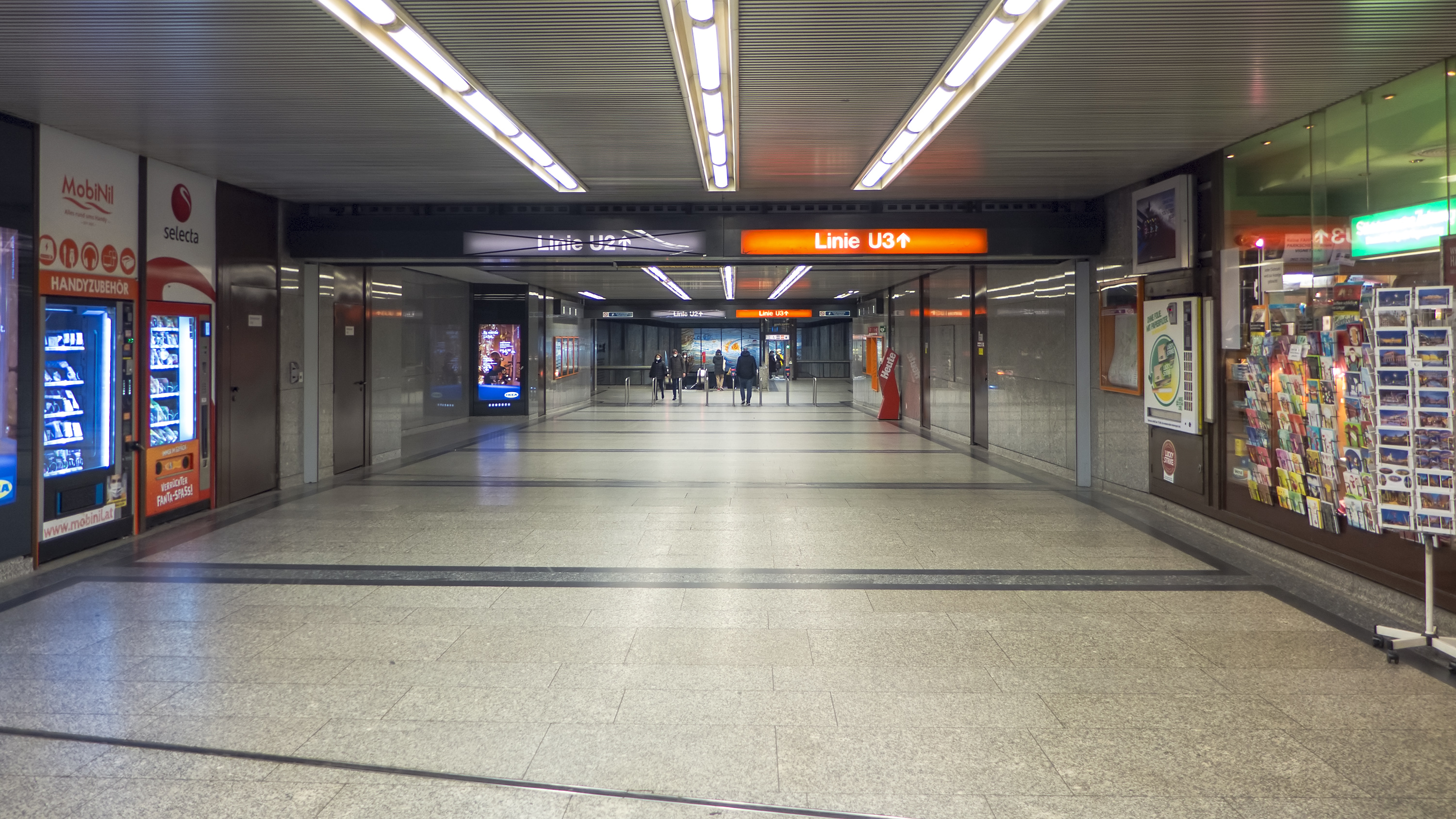
In der Station
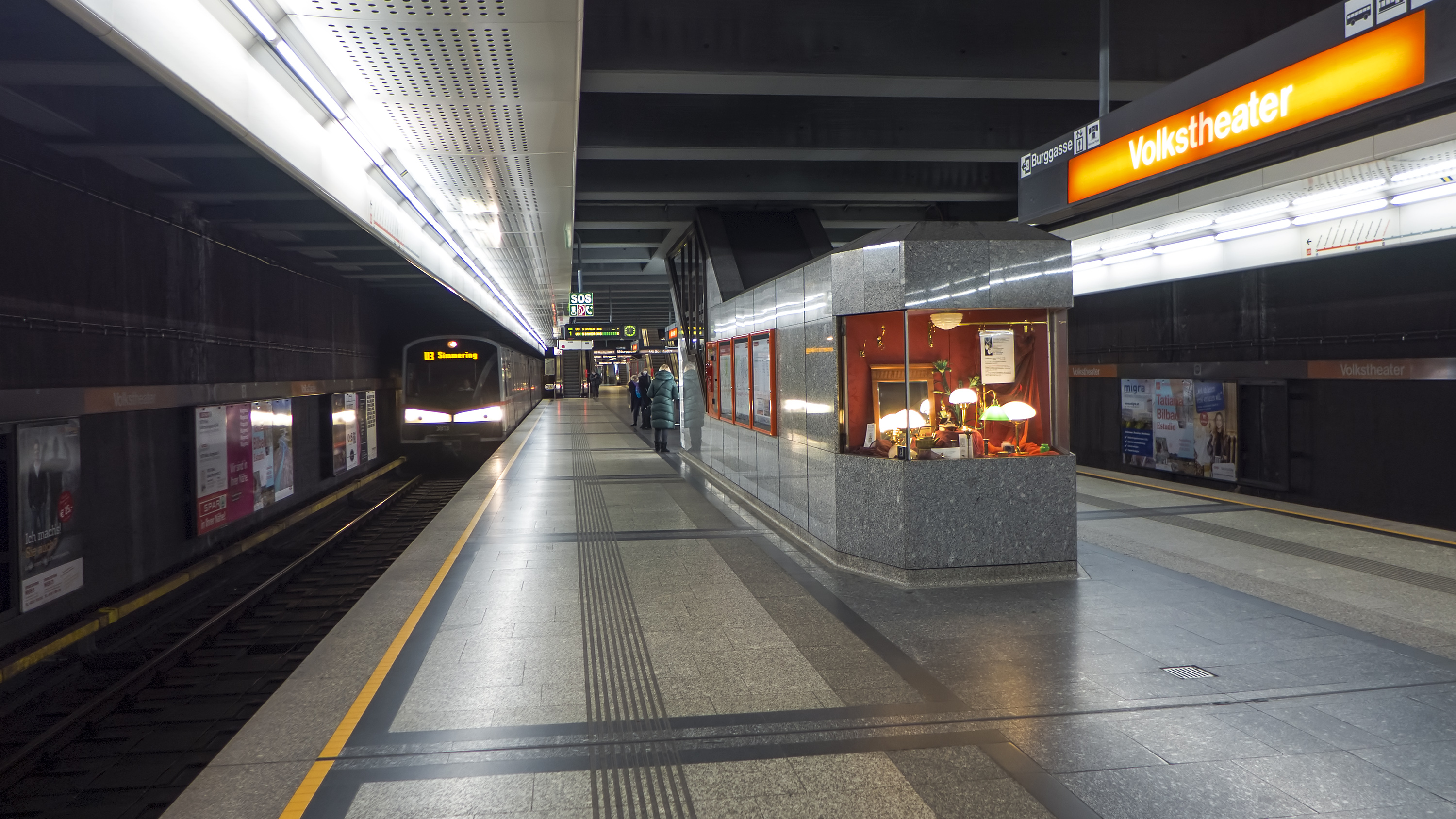
Bahnsteigbereich der U3
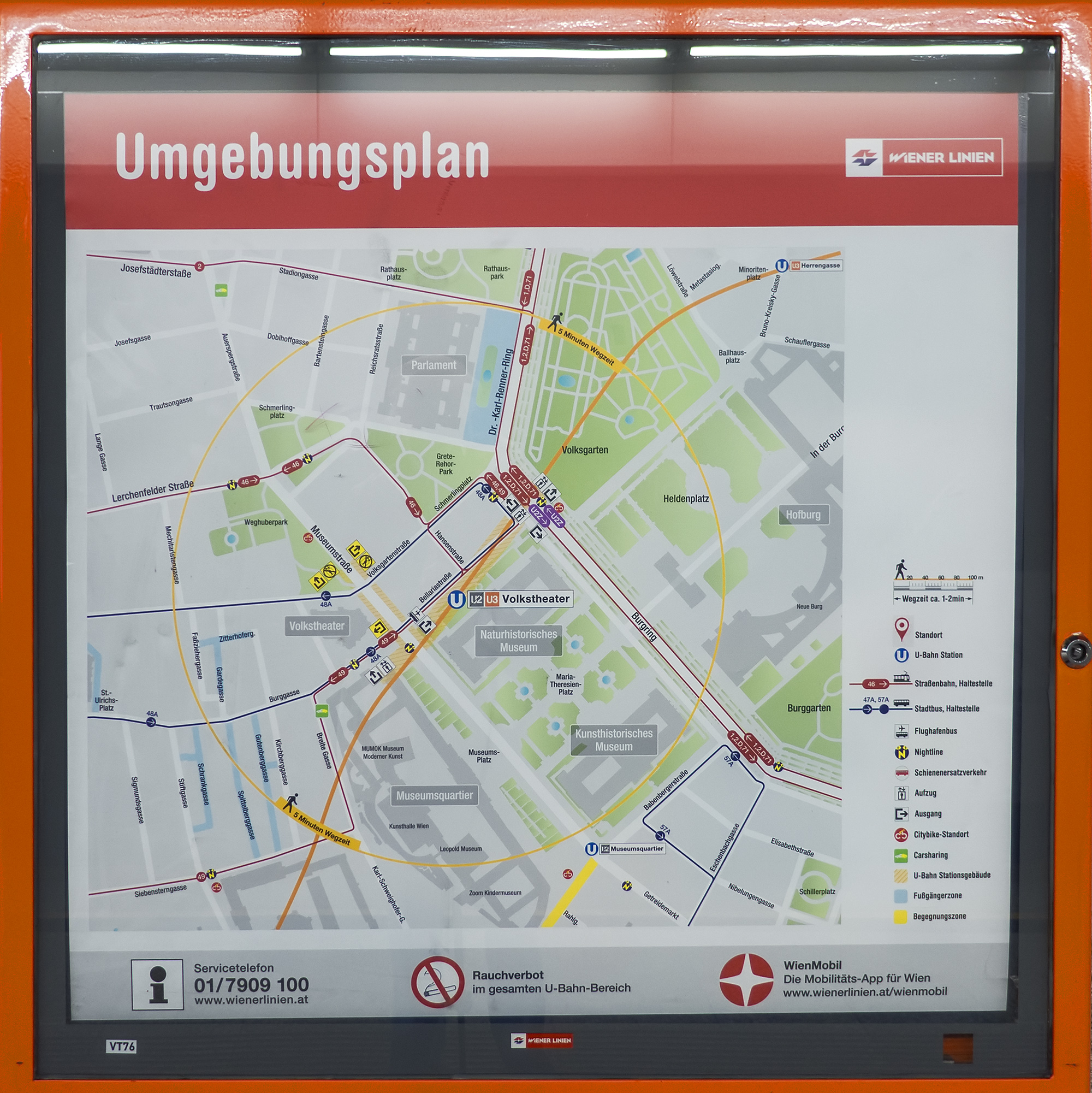
Umgebungsplan

## Ausbauprojekt „Linienkreuz U2/U5“
Im Zuge des Ausbauprojekts Linienkreuz U2/U5 soll die U2 einen neuen Südast bekommen und diese Station nicht mehr anfahren. Stattdessen wird die Station Volkstheater von der neuen U5 bedient werden. Da diese U-Bahn-Linie vollautomatisch verkehren wird, wurden im Rahmen einer dreijährigen Sperre der Strecke Schottentor–Karlsplatz Bahnsteigtüren nachgerüstet. Nach Ablauf der Sperre wird zuerst nur die U2 die Station bedienen, nach ihrer Eröffnung auch die U5 und nach der Eröffnung des neuen Südastes der U2 nur mehr die U5.
In der Station Volkstheater wurde von den Wiener Linien ein Infocenter für das Ausbauprojekt Linienkreuz U2xU5 errichtet.

## Ausgestaltung
Im oberen Teil des U3-Bahnsteigs befindet sich an drei Seiten das Wandbild „Das Werden der Natur“ von Anton Lehmden. Lehmden wurde 1987 von den Wiener Linien beauftragt, diese Station künstlerisch auszugestalten, fertiggestellt wurde die Arbeit 1991 als erstes U-Bahn-Kunstwerk in Wien. Das zentrale Bild an der Stirnwand stellt den Urknall und die Entstehung des Universums dar, wobei dieses Bild bewusst heller als die übrigen ist. An den Seitenwänden wird in je fünf Tafeln die Entwicklungsgeschichte der Natur dargestellt. Die linke Seite wird von horizontalen geologischen Schichten und der Trennung von Erde und Wasser dominiert, die rechte Seite stellt die Evolution dar und ist bewusst dynamischer gehalten.
Die elf Originalbilder Lehmdens wurden zunächst fotografisch reproduziert und vergrößert, anhand dieser Vorlage wurde das Bild als Glasmosaik gefertigt. Absolventen einer Mosaik-Schule in Spilimbergo bei Udine kamen nach Wien und halfen zusätzlich dem Auftragnehmer, Ignaz Dürr GmbH Wien, sowie wie der Mosaizist Elio Macorito, das Werk in zweieinhalbjähriger Arbeit zu vollenden. Insgesamt wurden vier Millionen fingernagelgroße Mosaiksteine, welche Großteils von der Firma Orsoni aus Venedig hergestellt wurden, verlegt. Die Gesamtfläche der Wandbilder beträgt ca. 360 m². Die Stirnseite (Urknall) wurde als "Glasklebearbeit" mit Malereien vom Prof. Lehmden hergestellt, und hinterleuchtet. Hier wurden große Sicherheits-Glastafeln mit farbigen Gläsern je nach Entwurf verklebt.

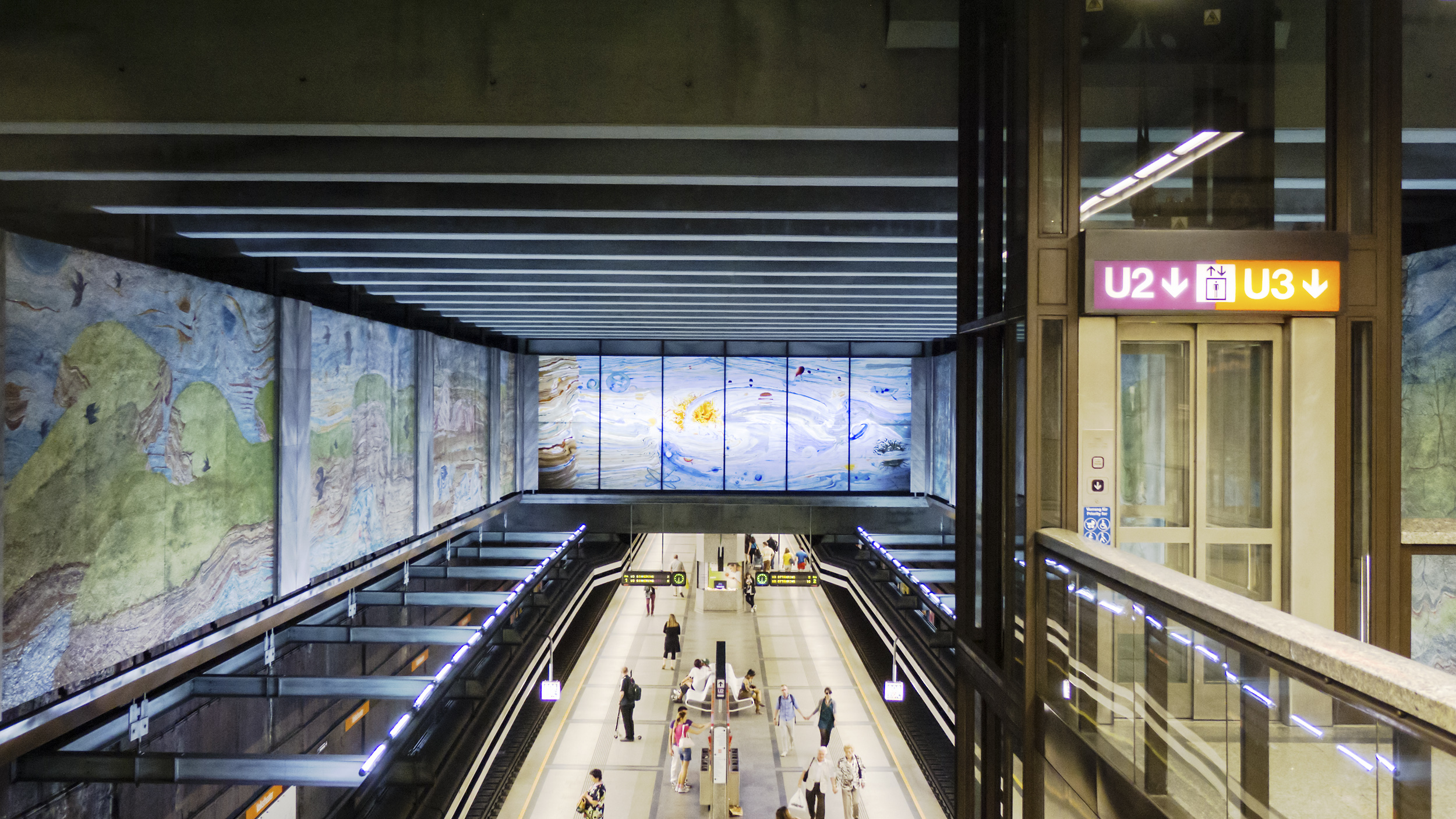
Wandbild Das Werden der Natur
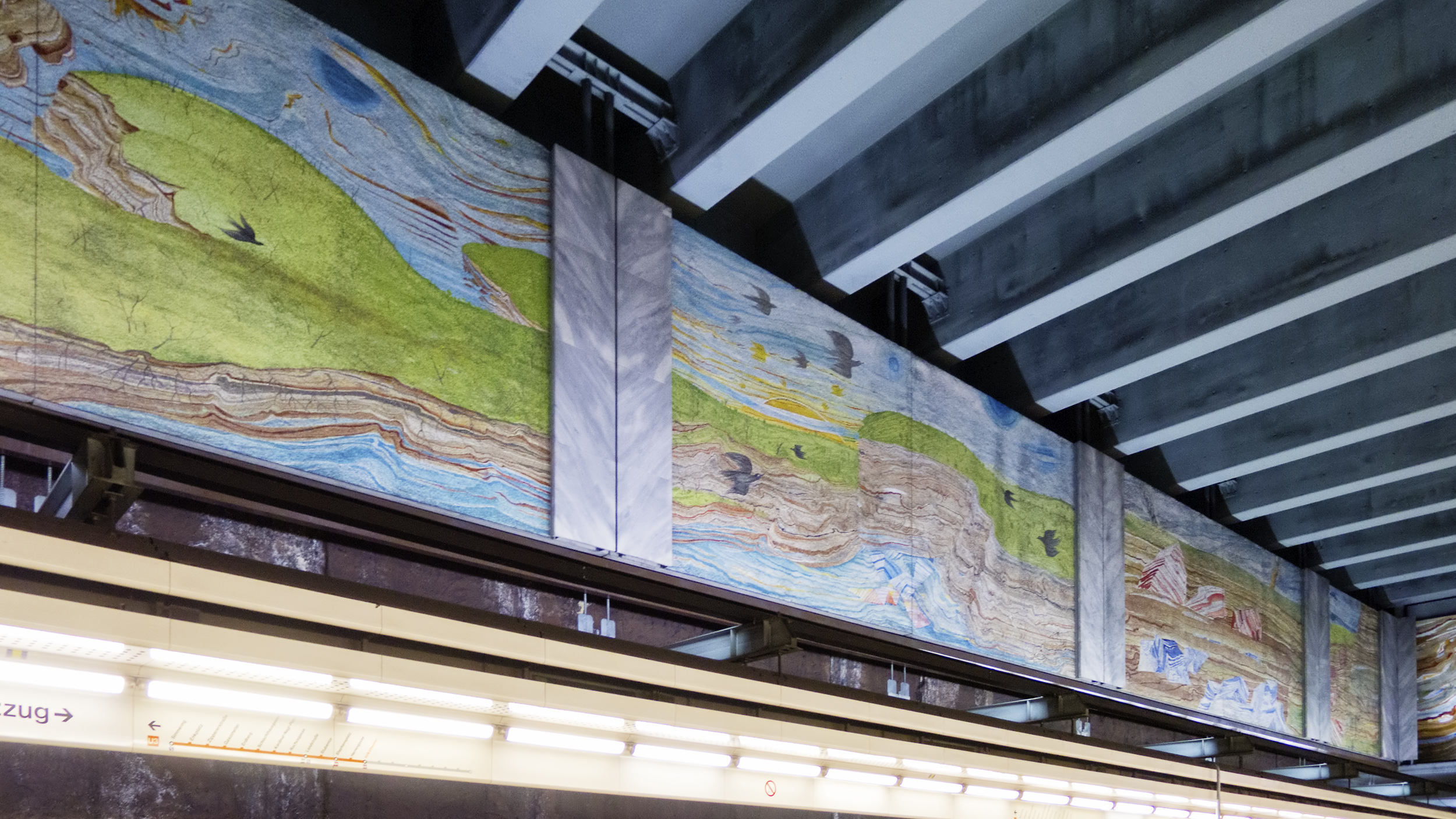
Linke Seite
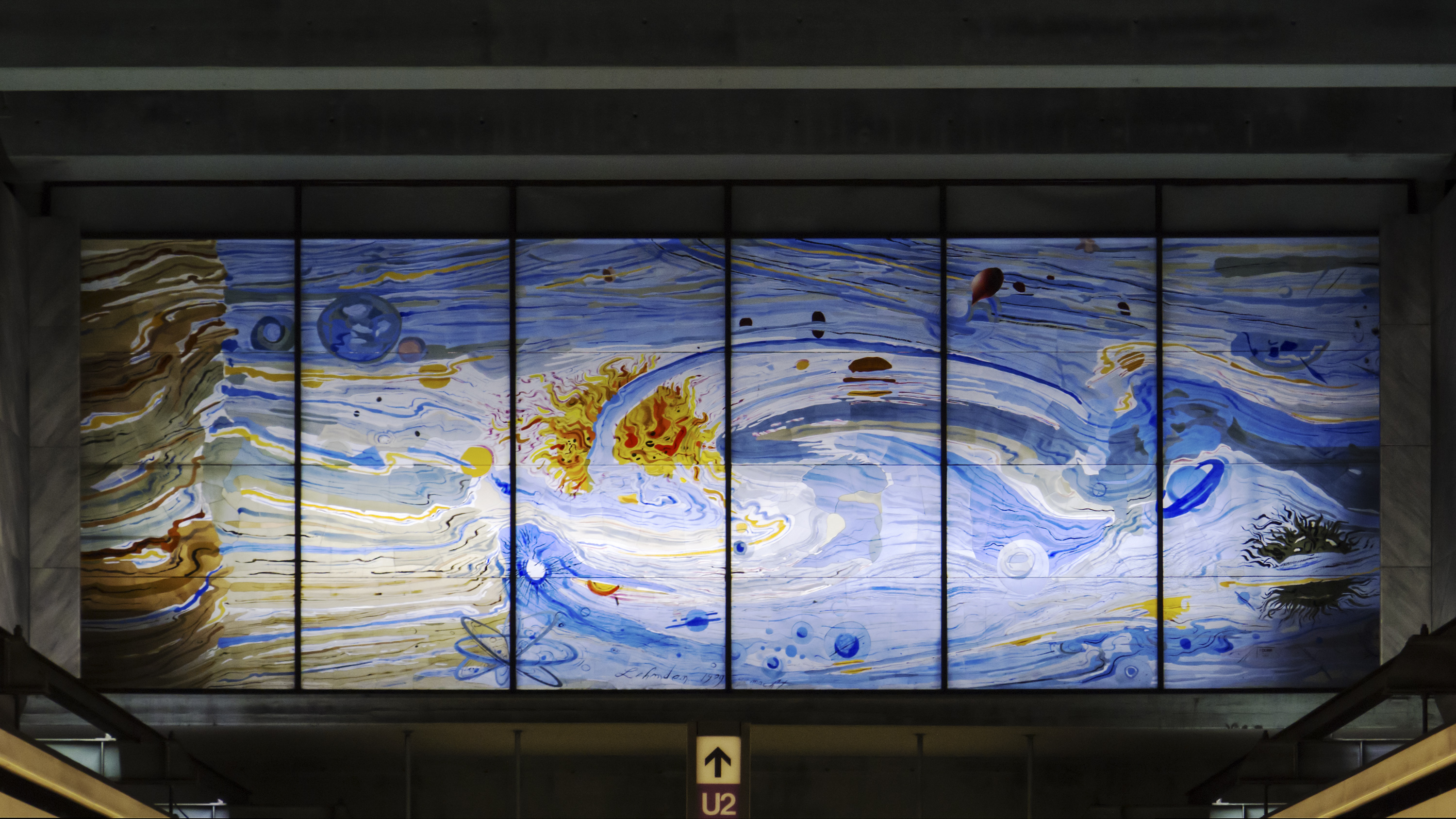
Stirnseite, Urknall
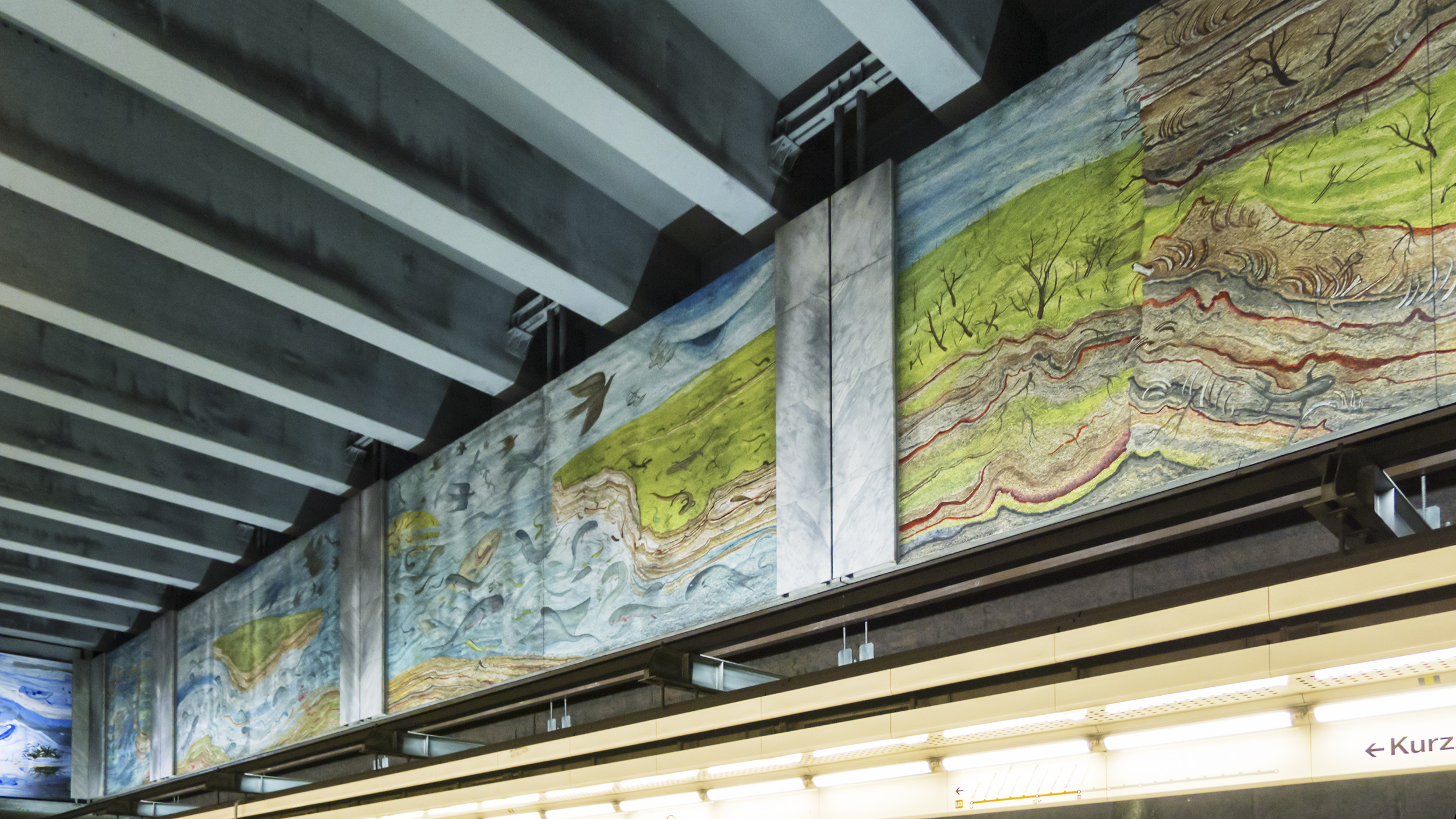
Rechte Seite